# Olympische Jugend-Sommerspiele 2014/Teilnehmer (Lesotho)
| Gelbes Symbol für Goldmedaillen mit stilisierten Olympischen Ringen | Graues Symbol für Silbermedaillen mit stilisierten Olympischen Ringen | Braundes Symbol für Bronzemedaillen mit stilisierten Olympischen Ringen |
| ------------------------------------------------------------------- | --------------------------------------------------------------------- | ----------------------------------------------------------------------- |
| —                                                                   | —                                                                     | —                                                                       |

Die Jugend-Olympiamannschaft aus Lesotho für die II. Olympischen Jugend-Sommerspiele vom 16. bis 28. August 2014 in Nanjing (Volksrepublik China) bestand aus sieben Athleten.

## Athleten nach Sportarten

### Leichtathletik
| Mädchen - Mathapelo Molapo 100 m: disqualifiziert (Finallauf) 8 × 100 m Mixed: 53. Platz - Tsepang Sello 3000 m: 13. Platz 8 × 100 m Mixed: 39. Platz - Thakane Mapoho 2000 m Hindernis: 15. Platz 8 × 100 m Mixed: 12. Platz | Jungen - Lekhotso Letlala 100 m: 16. Platz 8 × 100 m Mixed: 15. Platz - Tsepo Ramashamole 2000 m Hindernis: 11. Platz 8 × 100 m Mixed: 33. Platz |

### Radsport
Jungen
- Malefetsane Lesofe
- Tumelo Makae
Kombination: 29. Platz
Mixed: 24. Platz (mit Sun Jiajun und Tan Jiale  Volksrepublik China)